# Willard Schmidt
Willard Schmidt   (Swanton, 14 de febrer de 1910 - Coffeyville, 13 d'abril de 1965) fou un jugador de bàsquet estatunidenc que va competir durant la dècada de 1930.
El 1936 va prendre part en els Jocs Olímpics de Berlín, on guanyà la medalla d'or en la competició de bàsquet. Jugà a bàsquet universitari amb la Creighton University.